# Košarka na Poletnih olimpijskih igrah 1992
Košarka na Poletnih olimpijskih igrah 1992. Tekmovanje je potekalo za moške in ženske reprezentance.

## Dobitniki medalj
| Kategorija | Zlato | Srebro | Bron |
| Moški      | ZDA David Robinson Patrick Ewing Larry Bird Scottie Pippen Michael Jordan Clyde Drexler Karl Malone John Stockton Chris Mullin Charles Barkley Magic Johnson Christian Laettner                                                | Hrvaška Dražen Petrović Velimir Perasović Danko Cvjetičanin Toni Kukoč Vladan Alanović Franjo Arapović Žan Tabak Stojko Vranković Alan Gregov Arijan Komazec Dino Rađa Aramis Naglić | Litva Valdemaras Chomičius Alvydas Pazdrazdis Arūnas Visockas Darius Dimavičius Romanas Brazdauskis Gintaras Krapikas Rimas Kurtinaitis Arvydas Sabonis Artūras Karnišovas Šarūnas Marčiulionis Gintaras Einikis Sergėjus Jovaiša |
| Ženske     | SND · Jelena Žirko · Jelena Baranova · Irina Guerlic · Jelena Tornikidou · Jelena Čvajbovič · Marina Tkačenko · Irina Minh · Jelena Houdačova · Irina Soumnikova · Elen Bounatianc · Natalija Zasoulska · Svetlana Zaboloujeva | Kitajska · Kong Šuedi · He Džun · Li Dongmei · Li Šin · Liu Džun · Liu Šing · Peng Ping · Vang Fang · Žan Šuping · Ženg Dongmei · Ženg Haišia                                        | ZDA · Teresa Edwards · Daedra Charles · Clarissa Davis · Teresa Weatherspoon · Tammy Jackson · Vickie Orr · Victoria Bullett · Carolyn Jones · Katrina Felicia McClain · Medina Dixon · Cynthia Cooper · Suzanne McConnell        |

## Medalje po državah
| Poz | Država   | Zlato | Srebro | Bron | Skupaj |
| 1   | ZDA      | 1     | 0      | 1    | 2      |
| 2   | SND      | 1     | 0      | 0    | 1      |
| 3   | Hrvaška  | 0     | 1      | 0    | 1      |
| 3   | Kitajska | 0     | 1      | 0    | 1      |
| 5   | Litva    | 0     | 0      | 1    | 1      |